# Hubert von Czibulka
Hubert von Czibulka (Hubert svobodný pán von Czibulka, 16. srpna 1842, Boskovice – 28. února 1914, Vídeň) byl rakousko-uherský generál. V c. k. armádě sloužil od roku 1864 a vystřídal působení u různých posádek v Čechách a Uhrách, krátce byl také učitelem následníka trůnu Františka Ferdinanda d'Este. Nakonec byl zemským velitelem v Čechách (1904–1908) a Uhrách (1908–1909). V roce 1905 dosáhl hodnosti polního zbrojmistra a v roce 1907 získal titul barona. 

## Životopis

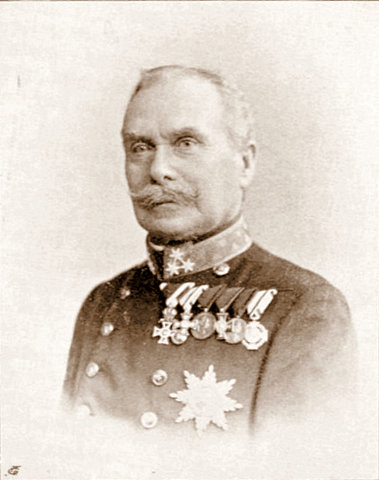
Polní zbrojmistr Hubert von Czibulka

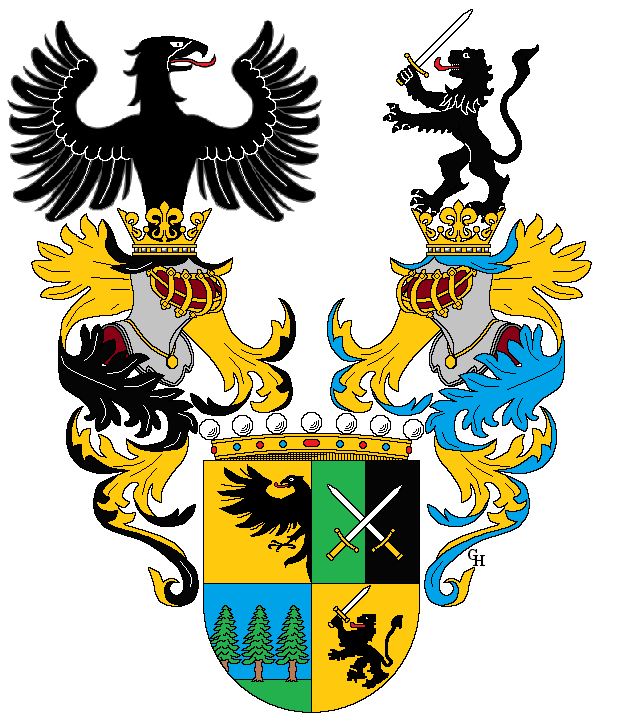
Erb svobodných pánů von Czibulka (1882), Gerd Hruška

Byl synem Rudolfa Czibulky, dlouholetého okresního hejtmana v Novém Jičíně. Studoval na vojenské akademii v Hranicích a ukončil ji v roce 1864 v hodnosti poručíka. Poté sloužil u různých vojenských jednotek, v hodnosti kapitána (1872) strávil několik let u 19. pěší divize v Plzni. V roce 1879 byl povýšen na majora a v letech 1880–1885 vyučoval na Válečné škole, současně byl učitelem Františka Ferdinanda d'Este. Po odchodu z Válečné školy působil jako zástupce velitele 11. pěšího pluku v Písku, mezitím byl v roce 1883 povýšen na podplukovníka. V roce 1887 dosáhl hodnosti plukovníka a poté byl šéfem štábu 8. armádního sboru v Praze.
V roce 1892 byl povýšen na generálmajora a převzal velení 62. pěší brigády v Budapešti. V roce 1896 získal hodnost polního podmaršála a setrval v Budapešti, tentokrát již na pozici velitele 31. pěší divize. V letech 1904–1908 zastával funkci velitele 8. armádního sboru v Praze, respektive zemského velitele v Čechách. K datu 1. května 1905 získal hodnost polního zbrojmistra, později ještě obdržel čestnou hodnost generála pěchoty. V letech 1908-1909 byl velitelem 4. armádního sboru v Budapešti, respektive zemským velitelem v Uhrách. V roce 1909 byl povolán do Vídně a závěr kariéry strávil v čestné hodnosti kapitána císařské tělesné gardy. Ve služebním poměru v armádě setrval až do smrti.
Zemřel ve Vídni 28. února 1914 ve věku 71 let a byl pohřben na vídeňském Centrálním hřbitově. 

## Tituly a ocenění
Jako pedagog arcivévodů Františka Ferdinanda a Otty byl v roce 1882 povýšen do šlechtického stavu s titulem rytíř. Ve funkci velitele pražského armádního sboru obdržel titul c. k. tajného rady s nárokem na oslovení Excelence. V roce 1907 získal titul svobodného pána (Freiherr von Czibulka). Od roku 1905 byl čestným majitelem českého pěšího pluku č. 91 „Freiherr von Czibulka“ posádkově příslušného do Prahy. Během své vojenské služby byl mnohokrát vyznamenán, byl rytířem Leopoldova řádu, nositelem Řádu železné koruny I. třídy, dále držitelem Vojenského záslužného kříže a Vojenské záslužné medaile. Několik vyznamenání získal také od zahraničních panovníků, byl nositelem Řádu pruské koruny, německého Řádu červené orlice II. třídy, perského Řádu lva a slunce I. třídy, ruského Řádu sv. Anny III. třídy a srbského Řádu bílého orla.

## Rodina
V roce 1887 se na zámku Ratboř u Kolína oženil s Marií Cecinkarovou z Birnic (1851–1890), dcerou majitele místního velkostatku Eduarda Cecinkara. Po ovdovění se v roce 1893 podruhé oženil s Ludovikou Burjankovou (*1857). Z prvního manželství pocházel syn Alfons (1888–1969), který se uplatnil jako spisovatel a malíř. Dcera Margareta (*1893) z druhého manželství byla manželkou c. k. podplukovníka Karla Radlhammera.
Hubertův nevlastní bratr Claudius Czibulka (1862–1931) byl také rakousko-uherským generálem a vojevůdcem za první světové války.